# Dynsvampar
Dynsvampar är ett samlingsnamn för ett flertal sporsäckssvampar ur flera släkten. Det är alltså inte en systematisk grupp.